# 556
El 556 (DLVI) fou un any de traspàs començat en dissabte del calendari julià.

## Esdeveniments
- 16 d'abril - Roma: Pelagi I succeeix com a papa a Vigili I, mort l'any anterior.[1]

## Necrològiques
- Lanhouarneau (Bretanya): Sant Herveu de Bretanya, eremita.[2]